# 辻哲也
辻 哲也（つじ てつや、1949年1月19日 - 2024年6月5日）は、大阪府出身のプロ野球選手（外野手）。
息子は元プロ野球選手・プロ野球コーチの辻竜太郎（選手時代の登録名は「竜太郎」）。

## 来歴・人物
浪商高校では1966年に夏の甲子園大阪府予選準々決勝に進出するが、再試合の末、北陽高に敗退。チームメートに大原和男投手がいた。明治大学へ進学。東京六大学野球リーグでは1年上の古屋英雄、大学同期の今井恒夫の好投もあって1969年春季リーグで優勝。同年の全日本大学野球選手権大会では、東海大の上田二郎に抑えられ2回戦で敗れる。同年の第8回アジア野球選手権大会日本代表。リーグ通算75試合出場、262打数79安打、打率.302、1本塁打、23打点。ベストナイン3回。他の大学同期に一塁手の鈴木一比古らがいた。
卒業後に日本楽器へ入社。1971年から都市対抗に2年連続出場。1972年の都市対抗では左翼手、四番打者として起用され、新美敏、池谷公二郎両投手を擁し勝ち進む。決勝では新美が三菱自動車川崎を完封、初優勝を飾った。同年の第20回アマチュア野球世界選手権日本代表に選出される。
1972年ドラフト会議で中日ドラゴンズから7位指名を受け入団。社会人屈指の好打者として期待されたが、出場機会に恵まれず1975年に引退した。
2024年6月5日に死去。75歳没。

## 詳細情報

### 年度別打撃成績
| 年 度     | 球 団     | 試 合 | 打 席 | 打 数 | 得 点 | 安 打 | 二 塁 打 | 三 塁 打 | 本 塁 打 | 塁 打 | 打 点 | 盗 塁 | 盗 塁 死 | 犠 打 | 犠 飛 | 四 球 | 敬 遠 | 死 球 | 三 振 | 併 殺 打 | 打 率 | 出 塁 率 | 長 打 率 | O P S |
| --------- | --------- | ----- | ----- | ----- | ----- | ----- | -------- | -------- | -------- | ----- | ----- | ----- | -------- | ----- | ----- | ----- | ----- | ----- | ----- | -------- | ----- | -------- | -------- | ----- |
| 1973      | 中日      | 4     | 3     | 3     | 0     | 1     | 0        | 0        | 0        | 1     | 0     | 0     | 0        | 0     | 0     | 0     | 0     | 0     | 0     | 0        | .333  | .333     | .333     | .667  |
| 通算：1年 | 通算：1年 | 4     | 3     | 3     | 0     | 1     | 0        | 0        | 0        | 1     | 0     | 0     | 0        | 0     | 0     | 0     | 0     | 0     | 0     | 0        | .333  | .333     | .333     | .667  |

### 背番号
- 43 （1973年 - 1975年）